# وحمة إيتو
وحمة إيتو (بالإنجليزية: Nevus of Ito)‏ وتُعرف أيضًا باسم وحمة مغزلية زرقاء أخرمية دالية (بالإنجليزية: Nevus fuscoceruleus acromiodeltoideus)‏، هي حالة جلدية مُشابهة لوحمة أوتا ولكنها تَحدث بتوزيعٍ مُختلف.:700